# José da Conceição
José Telles da Conceição (23 de mayo de 1931- 8 de octubre de 1974) fue un polivalente atleta brasileño especializado en la prueba de salto de altura, pero que también disputó pruebas de velocidad.
Participó en los Juegos Olímpicos de Helsinki en 1952 donde logró la medalla de bronce en la prueba de salto de altura. En los Juegos Olímpicos de Melbourne en 1956 participó en los 200 m y fue sexto en la final.
- Datos: Q1709660
- Multimedia: José da Conceição / Q1709660